# Горончарово (Архангельская область)
Горончарово — деревня в Холмогорском районе Архангельской области.

## География
Находится в центральной части Архангельской области на расстоянии менее 3 км на север по прямой от села Емецк.

## История
В 1859 году здесь (тогда деревня Холмогорского уезда Архангельской губернии) было учтено 5 дворов, в 1905 — 11. До 2022 года входила в Емецкое сельское поселение до его упразднения.

## Население
Численность населения: 46 человек (1859 год), 72 (1905), 14 (русские 100 %) в 2002 году, 13 в 2010.